# أوكيناوا أرينا

أوكيناوا أرينا هي صالة رياضية قيد الإنشاء تقع في مدينة أوكيناوا وهي إحدى الصالات التي ستستضيف بطولة كأس العالم لكرة السلة 2023.